# Inge Dehertoghe
Inge Dehertoghe is een Belgisch voormalig rolschaatsster.

## Levensloop
Dehertoghe werd in 1991 Europees kampioene rolschaatsen in het Italiaanse Acireale in de onderdelen '300 meter tijdrijden' en '500 meter sprint'. Daarnaast behaalde ze verschillende ereplaatsen op Europese kampioenschappen. Tevens won ze in 1989 de Flanders Grand Prix.
Inge Dehertoghe is de dochter van atleet André Dehertoghe en rolschaatsster Annie Lambrechts.

## Palmares

### Weg
- Europese kampioenschappen
  - 1991 in het Italiaanse Pescara
    -  op de 5000 meter relay aflossing

  - 1993 in het Franse Valence d'Agen
    -  op de 500 meter sprint

### Piste
- Europese kampioenschappen
  - 1990 in het Duitse Inzell
    -  op de 5000 meter aflossing

  - 1992 in het Italiaanse Acireale
    -  op de 300 meter tijdrijden
    -  op de 500 meter sprint
    -  op de 5000 meter aflossing

  - 1993 in het Franse Valence d'Agen
    -  op de 500 meter sprint
    -  op de 5000 meter aflossing
- Wereldkampioenschappen
  - 1991 in het Belgische Oostende
    -  op de 1500 meter